# Sugar (시스템 오브 어 다운의 노래)
"Sugar"는 미국 얼터너티브 메탈 밴드 시스템 오브 어 다운의 노래이다. 이 곡은 그들의 데뷔 앨범에 수록되었고 싱글과 EP로 발매되었다. 이 곡의 격렬한 사운드와 신랄한 가사는 밴드의 전형적인 스타일이다.
"Sugar"는 그들의 처음 데모 앨범에도 수록된, 최초로 만들어진 시스템 오브 어 다운의 노래 중 하나이다.

## 구성
- 세르이 탄키안 : 리드 보컬
- 다론 말라키안 : 기타, 배킹 보컬
- 샤보 오다지안 : 베이스
- 존 돌마얀 : 드럼

## 트랙 목록
이 앨범에 수록된 모든 라이브 트랙은 1999년 1월 19일에 뉴욕주 뉴욕 시 어빙 플라자에서 녹음되었다.

### Sugar (싱글)
모든 작사는 세르이 탄키안이 썼고 모든 작곡은 샤보 오다지안, 다론 말라키안이 했다.
1. "Sugar" - 2:34
2. "Sugar" (클린 버전) - 2:34

### Sugar (7" 싱글)
모든 가사는 세르이 탄키안이 썼다.
1. "Sugar" (오다지안, 말라키안) - 2:34
2. "War?" (라이브) - 2:47

### Sugar (7" 프로모 싱글)
모든 가사는 세르이 탄키안이 썼다.
1. "Sugar" (라이브) (오다지안, 말라키안) - 2:23
2. "Suite-Pee" (라이브) (말라키안) - 3:04

### Sugar (EP)
모든 가사는 세르이 탄키안이 썼다.
1. "Sugar" (오다지안, 말라키안) - 2:34
2. "Sugar" (클린 버전) (오다지안, 말라키안) - 2:34
3. "Storaged" (말라키안) - 1:19
4. "Sugar" (라이브) (오다지안, 말라키안) - 2:24
5. "War?" (라이브) (말라키안) - 2:44
6. "Sugar" (라이브 클린 버전) (오다지안, 말라키안) - 2:24
7. "War?" (라이브 클린 버전) (말라키안) - 2:44

## 차트 순위
| 연도 | 차트               | 순위 |
| ---- | ------------------ | ---- |
| 1999 | 메인스트림 록 트랙 | 28   |
| 1999 | 모던 록 트랙       | 31   |